# 国务院第七办公室
国务院第七办公室是1954年至1959年中华人民共和国国务院设立的办事机构。

## 国务院第七办公室历史
1954年11月10日，国务院发出命令设立国务院第七办公室，协助总理掌管农业部、林业部、水利部、中央气象局的工作。
- 主任邓子恢
- 副主任
  - 杜润生
  - 陶桓馥
  - 李登瀛
  - 廖鲁言（1955.11-1959.6）
  - 陈正人（1955.11-1959.6）

1959年6月，国务院第九十次全体会议决定国务院第七办公室改为国务院农林办公室。

## 国务院农林办公室历史
1959年6月，国务院第九十次全体会议决定成立国务院农林办公室，简称国务院农办，协助总理掌管农业部、农垦部、林业部、水产部、中央气象局的工作并负责水电部的防汛、水利工程方面的工作。
- 主任：邓子恢/1962年10月20日国务院第117次全体会议任命谭震林继任
- 副主任： 
  - 杜润生
  - 陶桓馥
  - 李登瀛
  - 廖鲁言
  - 陈正人
  - 王光伟（1960.12.19-)
  - 王观澜(1962.11.17[註 1]-)
  - 张修竹(1962.11.17[註 1]-)
  - 郝中士(1962.11.17[註 1]-)
  - 梁步庭(1964.10.31[註 2]-)
  - 曹幼民(1964.10.31[註 2]-)
  - 杨煜(1964.10.31[註 2]-)

内设：
- 公社组：组长谢华

“文革”开始后，按中共中央指示，国务院农办、中央农政机关成立农林口文革小组。原上海警备区政委、中共中央农林政治部主任秦化龙奉命任中央农林口文革小组组长，统一负责领导农林口的“文革”运动。 1970年6月7日中共中央决定：由国务院农林办公室、中共中央农林政治部、农业部、林业部、农垦部、水产部6个单位合并成立农林部。